# Rajd Wisły 1986
Rajd Wisły 1986 – 34. edycja Rajdu Wisły. Był to rajd samochodowy rozgrywany od 20 do 21 września 1986 roku. Była to czwarta runda Rajdowych Samochodowych Mistrzostw Polski w roku 1986. Rajd składał się z siedemnastu odcinków specjalnych. Zwycięzcą został Błażej Krupa.

## Wyniki końcowe rajdu[1][2]
| Miejsce | Kierowca          | Pilot             | Samochód               | Czas    | Strata | Grupa Klasa |
| ------- | ----------------- | ----------------- | ---------------------- | ------- | ------ | ----------- |
| 1       | Błażej Krupa      | Piotr Mystkowski  | Renault 5 GT Turbo     | 1:10:39 | -      | A-13        |
| 2       | Andrzej Koper     | Krzysztof Gęborys | Renault 11 Turbo       | 1:11:22 | +0:43  | A-13        |
| 3       | Lesław Orski      | Lech Wójcik       | Volkswagen Golf II GTi | 1:13:42 | +3:03  | A-13        |
| 4       | Mariusz Kostrzak  | Marcin Augustyn   | Toyota Corolla GT      | 1:18:43 | +8:04  | A-13        |
| 5       | Ryszard Adamek    | Zbigniew Baran    | FSO Polonez 2000       | 1:20:18 | +9:39  | B-22        |
| 6       | Jan Koniecki      | Janusz Ciupa      | FSO Polonez 1600       | 1:20:46 | +10:07 | A-14        |
| 7       | Romuald Chałas    | Zbigniew Atłowski | FSO 1600 A             | 1:21:07 | +10:28 | A-14        |
| 8       | Marek Sadowski    | Krzysztof Skalski | FSO 1600               | 1:21:10 | +10:31 | A-14        |
| 9       | Paweł Petrys      | Artur Skorupa     | FSO 1600               |         |        | A-14        |
| 10      | Robert Gryczyński | Wojciech Kruzel   | FSO Polonez 1500       |         |        | A-14        |